# Oswald (videogioco)
Oswald, stilizzato OsWALD, è un videogioco d'azione pubblicato nel 1988 per Amiga dall'azienda danese Starvision International. Ha un funzionamento semplice, basato su un orso che deve saltare su banchi di ghiaccio. Sulla copertina dell'edizione statunitense, della Centaur Software, è chiamato OsWALD of the Ice Floes.
Nel 1989 ne uscì una versione aggiornata, Super Oswald o Super OsWALD, che aggiunge la modalità multigiocatore e nel 1990 venne pubblicata anche per Commodore 64 e per MS-DOS dalla SilverRock Productions.
Oswald nacque come gioco televisivo interattivo, all'interno del programma danese di TV 2 Eleva2ren. Esso, eseguito da un sistema basato sull'Amiga 2000, permetteva ai concorrenti di partecipare da casa utilizzando come controlli i tasti numerici del telefono fisso.
La trasmissione utilizzò anche la versione Super Oswald dal gennaio 1990. In seguito fu sostituito dal più celebre Skærmtrolden Hugo, basato sullo stesso principio.

## Modalità di gioco
Il giocatore controlla Oswald, un orsacchiotto blu con cravatta a farfalla, disegnato in stile cartone animato, e deve attraversare un unico percorso rettilineo sul mare, saltando da una lastra di ghiaccio galleggiante all'altra senza cadere in acqua. Oswald è visto di spalle con prospettiva rialzata e con scorrimento continuo verso l'alto. Le lastre di ghiaccio tondeggianti arrivano disposte su tre file che scorrono a tre velocità diverse. Il giocatore può dare soltanto il comando di saltare verso una lastra vicina, a destra o a sinistra (con direzione diagonale in automatico se necessaria), o in avanti. Nella versione televisiva del gioco si usavano infatti i tasti 4, 6 e 8 del telefono.
Oltre che saltando in acqua, si può perdere una vita se ci si lascia scorrere fino al bordo dello schermo o se si tocca uno dei nemici. Insieme alle lastre passano alcune balene rosse, che si possono usare normalmente per saltarci sopra, ma se si rimane troppo a lungo sopra una balena si viene spruzzati via dallo sfiatatoio e si perde una vita. Gli altri nemici sono strani uccelli che volano dall'alto al basso e cacciatori eschimesi che arrivano sopra una lastra e possono saltare su quella di fronte. Sopra alcune lastre si trovano pacchi regalo da raccogliere come bonus.
L'espansione Super Oswald permette di giocare anche in due simultaneamente, mentre l'aspetto e il funzionamento generale del titolo non cambiano. Il secondo personaggio disponibile è l'orsa bianca Oswaldline. Nelle versioni Amiga e Commodore 64 i personaggi sono entrambi presenti in gioco anche in modalità singola, almeno all'inizio della partita, e uno dei due è controllato dal computer.
Vengono introdotte sequenze bonus, prive di ghiaccio, in cui Oswald vola sopra il mare con un mantello stile supereroe; il giocatore lo può spostare liberamente a destra e sinistra e deve cercare di raccogliere enormi banconote, che volano con dei topolini sopra alla maniera di tappeti volanti, ed evitare bombe volanti.

## Sviluppo
Lo sviluppo di Oswald fu effettuato originariamente per Amiga dalla società danese Starvision International, appositamente per il programma televisivo Eleva2ren. Inizialmente il titolo previsto per il videogioco era Snowberry.
La trasmissione, prodotta dalla Nordisk Film, venne trasmessa su TV 2 dal 7 ottobre 1988. La versione di Oswald giocabile via telefono all'interno di essa era realizzata mediante tre Amiga 2000, uno utilizzato in studio e due per l'esecuzione del programma (uno era di backup). Un modem appositamente sviluppato permetteva al concorrente di parlare con il conduttore e allo stesso tempo inviare i toni DTMF dei tasti del telefono per giocare. 
Design, programmazione, grafica e sonoro del gioco sono della Starvision International, che ci lavorò su commissione per gran parte dell'estate e all'inizio dell'autunno 1988. Lo sviluppo del modem e del software di comunicazione erano della Voice Communication di Holbæk, e la Commodore Danmark fornì gli Amiga, l'interfaccia genlock e il collegamento ai sistemi degli studi Nordisk Film. Tuttavia l'idea generica di trasmettere in TV un videogioco controllato via telefono era del produttore del programma per TV2, John Berger. Secondo la rivista COMputer era un'idea rivoluzionaria, che all'epoca non si conosceva nemmeno negli Stati Uniti.
La Starvision International, di Ivan Sølvason, derivava dalla precedente Starvision, della quale è noto soltanto il videogioco M.A.C.H..
Starvision International era una società recente ma ambiziosa, nata ad Amager, con filiale a New York; aveva prodotto il software geografico World Atlas e aveva annunciato alcuni altri giochi per Amiga, che però non risultano essere mai stati pubblicati. Il copyright di Oswald per Amiga, anche nella versione domestica, è della Starvision International, ma questa scomparve presto dalla scena.
Nel maggio 1989 Ivan Sølvason fondò la SilverRock Productions, che iniziò le attività continuando lo sviluppo di Oswald; secondo Sølvason il primo vero grande successo della SilverRock fu Super Oswald, da loro suggerito alla Nordisk Film. La SilverRock realizzò poi la conversione per Commodore 64 (mentre quella per MS-DOS fu affidata a una ditta esterna) e divenne celebre con la serie di Hugo.